# Teinobasis budeni
Teinobasis budeni är en trollsländeart som beskrevs av Paulson 2003. Teinobasis budeni ingår i släktet Teinobasis och familjen dammflicksländor. Inga underarter finns listade i Catalogue of Life.